# Ancelle del Sacro Cuore di Gesù (Madrid)
Le ancelle del Sacro Cuore di Gesù sono un istituto religioso femminile di diritto pontificio: i membri di questa congregazione pospongono al loro nome la sigla A.C.I.

## Storia
La congregazione venne fondata a Madrid da Rafaela Porras y Ayllón (1850-1925): dietro consiglio del suo direttore spirituale, Antonio Ortiz de Urruela, entrò nel noviziato della Società di Maria Riparatrice assieme a sua sorella Pilar. Nel 1877 le Porras e altre quindici consorelle lasciarono il noviziato e, con l'autorizzazione del cardinale Juan de la Cruz Ignacio Moreno y Maisonave (arcivescovo di Toledo e primate di Spagna), iniziarono a condurre vita comune, dando vita alla nuova congregazione delle ancelle del Sacro Cuore di Gesù.
L'istituto venne canonicamente eretto come congregazione di diritto diocesano il 14 aprile 1877; ha ottenuto il pontificio decreto di lode nel 1886 ed è stata approvata definitivamente dalla Santa Sede il 29 gennaio 1887; le sue costituzioni sono state approvate il 25 settembre 1894.
La fondatrice è stata canonizzata da papa Paolo VI nel 1977.

## Attività e diffusione
Le ancelle del Sacro Cuore si dedicano soprattutto all'istruzione della gioventù, specialmente dei più poveri. La spiritualità della congregazione, ispirata a quella di Ignazio di Loyola, è espiatoria e riparatrice.
Le suore sono presenti in Europa (Francia, Irlanda, Italia, Portogallo, Regno Unito, Spagna), in America (Argentina, Bolivia, Cile, Colombia, Ecuador, Panama, Perù, Stati Uniti d'America, Uruguay), in Asia (Filippine, Giappone, India) e Africa (Camerun). La sede generalizia è a Roma.
Al 31 dicembre 2005 l'istituto contava 1.311 religiose in 132 case.